# I don't want to be hurt anymore (James Carr)
I don't want to be hurt anymore is een nummer van James Carr dat werd geschreven door Dan Greer. Carr bracht het in 1967 uit op zijn debuutalbum You got my mind messed up.
Twee jaar later werd het nummer gecoverd door de Nederlandse band The Cats. Zijn brachten het zonder 'anymore' uit als I don't want to be hurt op Colour us gold (1969); het album leverde goud op voor de band. Rond hetzelfde jaar verscheen het ook nog op hun verzamelalbum Songs we sang en jaren later nog in de box Complete (2014).